# نانسي لام
نانسي لام (ولدت في سنغافورة في عام 1948) هي طباخة المشاهير الشهيرة التي عرفت بوصفاتها الشرقية و ظهورها على التلفزيون.

## البدايات
نانسي لام انتقلت إلى لندن من سنغافورة في سن 22. بعد أن كانت تدربت في الأصل كممرضة، حصلت على شعبية بعد أن كانت تعد الطعام لنزلاء الفنادق و تقيم مناسابات شواء خيرية.
لام افتتحت مطعمها الخاص «إيناك إيناك» في لندن في عام 1988.التجديدات المهمة في تصميم المطعم جرت بين مايو وأكتوبر 2004

## الظهور الإعلامي
بعد المؤتمر الصحفي للطهي في لندن،  برنامج نانسي للطبخ كان واحد من بين عدة برامج تم إطلاقها على القناة 5 في عام 1997. منذ ذلك الحين، تم استضافة لام في  مختلف برامج الطبخ، بما في ذلك دايلي كوك، ماركيت كيتشين، ذيس مورنينق. نانسي أيضا ظهرت كضيفة في برنامج «الأخ الأكبر 2010» نسخة المملكة المتحدة، لطهي الطعام التايلاندي للخمس المشاركين المتبقين.
في حلقة من المشاهير من برنامج مجموع المسح التي بثت في 18 سبتمبر 2010, نانسي كانت من المفترض أن تشارك لكنها اضطرت إلى الانسحاب.

## وصلات خارجية
- الموقع الرسمي